# Dantona corves
Dantona corves är en fjärilsart som beskrevs av Dyar 1914. Dantona corves ingår i släktet Dantona och familjen nattflyn. Inga underarter finns listade i Catalogue of Life.